# مقیاس‌های بزرگ و کوچک (سیستم نامگذاری اعداد بزرگ)
مقیاس‌های بزرگ و کوچک (به فرانسوی: Échelle longue et courte) (به انگلیسی: long and short scales) معروف‌ترین «سیستم نامگذاری اعداد بزرگ»، برای «اعداد صحیح که توانی از ده هستند»، است. ویژگی این دو مقیاس آن است که «کلمات مشابه» دارای «معانی متفاوت» هستند.
تفاوت این دو مقیاس از این قرار است:
1. مقیاس کوچک (کشورهای انگلیسی‌زبان، عرب‌زبان، برزیل، و اکثر کشورها) که بر اساس توانی از یک هزار است.
2. مقیاس بزرگ (کشورهای فرانسوی‌زبان، اسپانیولی‌زبان و برخی کشورهای دیگر) که بر اساس توانی از یک میلیون است.

برای تمامی اعداد زیر هزار میلیون ({\displaystyle <10^{9}}) این دو مقیاس یکسان هستند، اما از هزار میلیون به بالا ({\displaystyle \geq 10^{9}}) این دو مقیاس جدا می‌شوند، یعنی برای اعداد متفاوت از کلمه‌ای یکسان استفاده می‌شود، و این موضوع می‌تواند باعث فهم اشتباه شود.
تفاوت دو روش نامگذاری اروپایی و آمریکایی عمدتاً به خاطر نظام مالی آمریکا است. امروزه در اکثر کشورهای انگلیسی‌زبان از مقیاس کوچک استفاده می‌شود.

## تعریف مقیاس‌ها

### مقیاس کوچک
هر عبارت بزرگتر از میلیون، هزار برابر عبارت قبلی است؛ یعنی بیلیون (به انگلیسی: billion) که در آن پیشوند bi به معنی «دو» آمده‌است، به معنی هزار میلیون ({\displaystyle 10^{9}}) است و تریلیون (به انگلیسی: trillion) که در آن از پیشوند tri به معنی «سه» استفاده شده‌است، یعنی هزار بیلیون ({\displaystyle 10^{12}})، و همین‌طور. در نتیجه طبق یک قانون ریاضی، «n یلیون» برابر عدد {\displaystyle 10^{3n+3}} است.

### مقیاس بزرگ
هر عبارت جدید که بزرگتر از میلیون می‌باشد، یک میلیون برابر عبارت قبلی است. از این رو بیلیون (با پیشوند bi به معنی «دو») یعنی یک میلیون میلیون ({\displaystyle 10^{12}})، و تریلیون (با پیشوند tri یعنی «سه») یعنی یک میلیون بیلیون ({\displaystyle 10^{18}}) و به همین صورت. در نتیجه، طبق یک قانون ریاضی در این مقیاس، «n یلیون» برابر عدد {\displaystyle 10^{6n}} است.

## مثالی از تفاوت دو مقیاس
در مقیاس کوچک یک بیلیون، برابر با یک هزار میلیون(۱۰۹) است، اما در مقیاس بزرگ برابر با یک میلیون میلیون(۱۰۱۲) است.
| نماد علمی              | مقیاس کوچک        | مقیاس بزرگ    | پیشوند اس آی | نماد اس آی |
| ---------------------- | ----------------- | ------------- | ------------ | ---------- |
| ۱۰۰                    | یک                | یک            | یونی         | u          |
| ۱۰۱                    | ده                | ده            | دکا          | da         |
| ۱۰۲                    | یک‌صد              | یک‌صد          | هکتو         | h          |
| ۱۰۳                    | یک‌هزار            | یک‌هزار        | کیلو         | k          |
| ۱۰۴                    | ده هزار           | ده هزار       |              |            |
| ۱۰۵                    | یکصد هزار         | یکصد هزار     |              |            |
| ۱۰۶                    | میلیون            | میلیون        | مگا          | M          |
| ۱۰۹                    | بیلیون            | میلیارد       | گیگا         | G          |
| ۱۰۱۲                   | تریلیون           | بیلیون        | ترا          | T          |
| ۱۰۱۵                   | کوآدریلیون        | بیلیارد       | پتا          | P          |
| ۱۰۱۸                   | کوینتیلیون        | تریلیون       | اگزا         | E          |
| ۱۰۲۱                   | سکستیلیون         | تریلیارد      | زِتا          | Z          |
| ۱۰۲۴                   | سپتیلیون          | کوآدریلیون    | یوتا         | Y          |
| ۱۰۲۷                   | اکتیلیون          | کادریلیارد    | اگزونا       | X          |
| ۱۰۳۰                   | نانیلیون          | کوینتیلیون    | وکا          | V          |
| ۱۰۳۳                   | دسیلیون           | کوانتیلیارد   | مکا          | Me         |
| ۱۰۳۶                   | آندسیلیون         | سکستیلیون     |              |            |
| ۱۰۳۹                   | دیودسیلیون        | سکستیلیارد    |              |            |
| ۱۰۴۲                   | تریدسیلیون        | سپتیلیون      |              |            |
| ۱۰۴۵                   | کواتیوردسیلیون    | سپتیلیارد     |              |            |
| ۱۰۴۸                   | کویندسیلیون       | اکتیلیون      |              |            |
| ۱۰۵۱                   | سکسدسیلیون        | اکتیلیارد     |              |            |
| ۱۰۵۴                   | سپتدسیلیون        | نانیلیون      |              |            |
| ۱۰۵۷                   | اُکتودسیلیون       | نانیلیارد     |              |            |
| ۱۰۶۰                   | نومدسیلیون        | دسیلیون       |              |            |
| ۱۰۶۳                   | ویجینتیلیون       | دسیلیارد      |              |            |
| ۱۰۶۶                   | آنویجینتیلیون     | آندسیلیون     |              |            |
| ۱۰۶۹                   | دویجینتیلیون      | آندسیلیارد    |              |            |
| ۱۰۷۲                   | ترسویجینتیلیون    | دودسیلیون     |              |            |
| ۱۰۷۵                   | کوادرویجینتیلیون  | دودسیلیارد    |              |            |
| ۱۰۷۸                   | کوینکاویجینتیلیون | تریدسیلیون    |              |            |
| ۱۰۸۱                   | سیسویجینتیلیون    | تریدسیلیارد   |              |            |
| ۱۰۸۴                   | سپتمویجینتیلیون   | کوادردسیلیون  |              |            |
| ۱۰۸۷                   | آکتوویجینتیلیون   | کوادردسیلیارد |              |            |
| ۱۰۹۰                   | نومویجینتیلیون    | کویندسیلیون   |              |            |
| ۱۰۹۳                   | تریویجینتیلیون    | کویندسیلیارد  |              |            |
| ۱۰۹۶                   | آنتریویجینتیلیون  | سیدسیلیون     |              |            |
| ۱۰۹۹                   | دوتریویجینتیلیون  | سیدسیلیارد    |              |            |
| ۱۰۱۰۰                  | گوگول             | گوگول         |              |            |
| ۱۰googol = ۱۰۱۰۱۰۰     | گوگول پلکس        | گوگول پلکس    |              |            |
| ۱۰googolplex = ۱۰۱۰۱۰۰ | گوگول پلکسیان     | گوگول پلکسیان |              |            |